# Sonny Carter
Pour les articles homonymes, voir Carter.
Manley Lanier Carter Jr dit Sonny Carter est un astronaute américain né le 15 août 1947 et décédé le 5 avril 1991.

## Biographie
Sonny Carter est né le 15 août 1947, ayant comme parents Manley L. Carter Sr. and Elizabeth C. Carter, à Macon) en Géorgie, mais considérait Warner Robins comme ville natale. Il est diplômé de l'école Lanier High School de Macon en 1965, en ayant fait partie activement de la Troupe 19 des Boy Scouts of America, à Macon, dont il fut le responsable, le plus haut grade de leadership pour un jeune homme dans cette troupe et a atteint le rang d'Eagle Scout, soit le plus haut rang des Boy Scouts of America. Il aimait la lutte, le golf, le tennis, les Dodgers de Los Angeles ainsi que les vieux films.
Carter a obtenu un Bachelor's degree of Arts en chimie de l'université Emory d'Atlanta en 1969 et un doctorat en médecine de cette université en 1973. Durant ses études à Emory, Carter était membre de la fraternité Alpha Tau Omega. Après avoir terminé l'école de médecine de l'Université Emory en 1973, Carter a effectué un stage en médecine interne au Grady Memorial Hospital à Atlanta.

## Carrière sportive
Carter a joué au football collégial et a couru pendant ses études de premier cycle à l’Université Emory. Durant sa saison senior, il était capitaine et meilleur joueur de l'équipe de football. En plus de sa carrière sportive intercollégiale, Carter était un champion de lutte intra-muros. Carter a joué au football professionnel pendant ses études en médecine. En 1970, il a signé avec les Chiefs d'Atlanta de la North American Soccer League, pour qui il a joué trois saisons.

## Carrière dans la marine
En 1974, il est entré dans l'United States Navy et a terminé son école de chirurgie de vol à Pensacola, en Floride. Après avoir effectué des tournées en tant que chirurgien de bord auprès des 1re et 3e escadre d'aéronefs des Marines, il a repris l'entraînement en vol à Beeville, au Texas, et a été désigné aviateur de la marine le 28 avril 1978. Il a été nommé officier médical principal du porte-avions USS Forrestal, et en mars 1979, a terminé sa formation sur les F-4 au VMFAT-101 à la base aérienne du Corps des marines de Yuma, en Arizona. Il a ensuite été réaffecté en tant que pilote de chasse, pilotant le F-4 Phantom avec le Marine Fighter Attack Squadron 333 (VMFA-333) à MCAS Beaufort, en Caroline du Sud. En 1981, il effectue une croisière de neuf mois en Méditerranée à bord du USS Forrestal avec le VMFA-115. En septembre 1982, il fréquenta la United States Navy Fighter Weapons School (Top Gun), puis servit comme officier de la normalisation et évaluateur de l'état de préparation au combat des F-4 de la 2e escadre d'aéronefs des Marines au MCAS Cherry Point, en Caroline du Nord. Il a ensuite fréquenté la United States Naval Test Pilot School, où il a obtenu son diplôme en juin 1984.
Il a enregistré 3 000 heures de vol et 160 atterrissages.

## Vols réalisés
Il réalise un unique vol le 23 novembre 1989, lors de la mission Discovery STS-33, en tant que spécialiste de mission.
En mission pour la NASA, il meurt dans un accident d'avion (Vol 2311 Atlantic Southeast Airlines) alors qu'il était déjà assigné à la mission STS-42. Son nom est inscrit sur le Space Mirror Memorial de la NASA.

## Décès
Sonny Carter meurt le 5 avril 1991 dans un accident d'avion lors du vol commercial Atlanta-Brunswick.